# Стедмен (Північна Кароліна)
Стедмен (англ. Stedman) — місто (англ. town) в США, в окрузі Камберленд штату Північна Кароліна. Населення — 1277 осіб (2020).

## Географія
Стедмен розташований за координатами 35°0′49″ пн. ш. 78°42′0″ зх. д. / 35.01361° пн. ш. 78.70000° зх. д. (35.013549, -78.700128).  За даними Бюро перепису населення США в 2010 році місто мало площу 5,39 км², з яких 5,39 км² — суходіл та 0,00 км² — водойми.

## Демографія
Згідно з переписом 2010 року, у місті мешкало 1028 осіб у 404 домогосподарствах у складі 299 родин. Густота населення становила 191 особа/км².  Було 447 помешкань (83/км²).
Расовий склад населення:
| - 83,2 % — білих - 11,7 % — чорних або афроамериканців - 1,1 % — корінних американців - 0,7 % — азіатів - 0,2 % — вихідців з тихоокеанських островів - 1,0 % — осіб інших рас |

До двох чи більше рас належало 2,2 %. Частка іспаномовних становила 3,2 % від усіх жителів.
За віковим діапазоном населення розподілялося таким чином: 26,4 % — особи молодші 18 років, 62,5 % — особи у віці 18—64 років, 11,1 % — особи у віці 65 років та старші. Медіана віку мешканця становила 35,9 року. На 100 осіб жіночої статі у місті припадало 98,8 чоловіків;  на 100 жінок у віці від 18 років та старших — 92,6 чоловіків також старших 18 років.
Середній дохід на одне домашнє господарство  становив 67 259 доларів США (медіана — 51 974), а середній дохід на одну сім'ю — 69 664 долари (медіана — 65 188). Медіана доходів становила 43 750 доларів для чоловіків та 31 528 доларів для жінок. За межею бідності перебувало 8,5 % осіб, у тому числі 4,4 % дітей у віці до 18 років та 8,5 % осіб у віці 65 років та старших.
Цивільне працевлаштоване населення становило 595 осіб. Основні галузі зайнятості: освіта, охорона здоров'я та соціальна допомога — 27,7 %, роздрібна торгівля — 12,3 %, публічна адміністрація — 10,6 %, виробництво — 9,4 %.